# Antiblemma cinerea
Antiblemma cinerea là một loài bướm đêm trong họ Erebidae.